# Yugoslavia en los Juegos Olímpicos de Sídney 2000
La República Federal de Yugoslavia estuvo representada en los Juegos Olímpicos de Sídney 2000 por un total de 109 deportistas que compitieron en 14 deportes.  
El portador de la bandera en la ceremonia de apertura fue el jugador de voleibol Vladimir Grbić.

## Medallistas
El equipo olímpico yugoslavo obtuvo las siguientes medallas:
| Nombre        | Deporte   | Competición            |
| ------------- | --------- | ---------------------- |
| Oro           |           |                        |
| Equipo        | Voleibol  | Torneo M               |
| Plata         |           |                        |
| Jasna Šekarić | Tiro      | Pistola de aire 10 m F |
| Bronce        |           |                        |
| Equipo        | Waterpolo | Torneo M               |